# Quebracho (Bewegung)

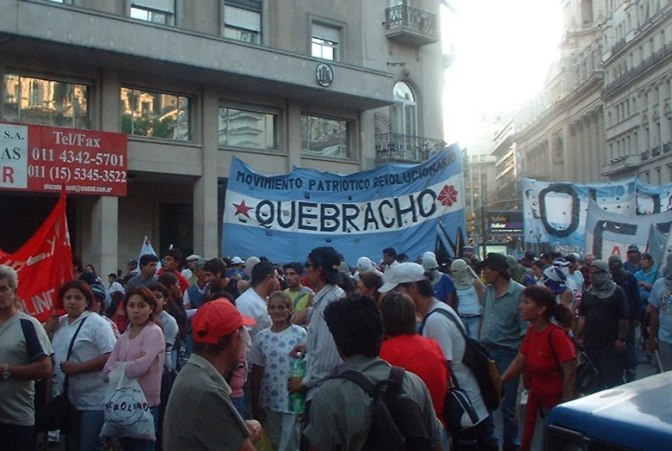
Demonstration des Movimiento Patriótico Revolucionario Quebracho auf der Plaza de Mayo

Quebracho (offiziell: Movimiento Patriótico Revolucionario Quebracho, abgekürzt MPR QUebracho) ist eine politische Bewegung in Argentinien, die dem extrem linken politischen Spektrum zugeordnet wird, dem aber auch typische Elemente der rechtsextremen Ideologie (vor allem Antisemitismus und Nationalismus) vorgeworfen werden. Es handelt sich um eine Querfront-Bewegung, die sich auf viele linke Theoretiker beruft, aber auf einer Demonstration die islamfaschistische Hezbollah unterstützte. Sie wurde 1996 von Mitgliedern linker Splitterparteien gegründet und sieht sich in der Tradition der Widerstands- und Guerillabewegungen der 60er und 70er Jahre, wie der Montoneros. Der Name kommt von dem in Argentinien verbreiteten Quebracho-Baum. Das Holz des Quebracho blancos ist so hart, dass es eine Axt zerbrechen kann, siehe Namensherkunft.

## Ideologie und Organisationsform
Ziel der Bewegung ist ein sozialistisches, freies Lateinamerika nach den Idealen von Simón Bolívar. Darin unterscheidet sie sich kaum von anderen linken Bewegungen Argentiniens; die Beziehungen von Quebracho zu anderen Gruppierungen mit ähnlichen Zielen sind jedoch durch die Gewaltbereitschaft der Bewegung und dem oft als radikal empfundenen Aktionismus schlecht.
Obwohl die Bewegung nicht als Partei im eigentlichen Sinne eingeordnet werden kann und auch praktisch nicht an Wahlen teilnimmt, ist sie wegen ihrer Aktivitäten ständig in den Medien präsent. Quebracho nimmt an Protestmärschen und Demonstrationen aller Art teil und fällt dort vor allem wegen Straßenschlachten mit der Polizei oder Fällen von Sachbeschädigung, sowohl gegen private als auch öffentliche Institutionen, auf. Aktivisten der Bewegung treten meist mit Tüchern vermummt in Erscheinung. Oft infiltrieren Mitglieder von Quebracho Protestkundgebungen der sogenannten Piquetero-Bewegung und nutzen diese für ihre eigenen Zwecke aus.
Der Präsident der Organisation ist Fernando Esteche. Um ihn rankt sich das hartnäckige Gerücht, er sei in Wirklichkeit ein Agent des argentinischen Geheimdienstes (SIDE), der in der Regierungszeit von Carlos Menem in die Bewegung infiltriert wurde, um sie zu diskreditieren. Im Jahr 2003 bestätigte der ehemalige Vorsitzende der SIDE dies, ohne es jedoch eindeutig beweisen zu können.

## Antisemitismusvorwurf
Im Jahr 2006 erregte die Bewegung Aufsehen, als einige ihrer Führungspersönlichkeiten sich solidarisch mit israelfeindlichen Erklärungen des iranischen Präsidenten Mahmud Ahmadinedschad zeigten. Die Bewegung beteuerte danach jedoch, nicht antisemitisch, sondern antiimperialistisch eingestellt zu sein.